# Praha-Strašnice zastávka
Praha-Strašnice zastávka – przystanek kolejowy w Pradze, w Czechach, w dzielnicy Strašnice przy ulicach Strančickiej i U Trati. Znajduje się na linii 221 Praga – Benešov u Prahy, na wysokości 235 m n.p.m.. 

## Linie kolejowe
- 221: Praga – Benešov u Prahy